# Април и детективи (филм из 1958)
Април и детективи је југословенски филм из 1958. године. Режирала га је Мирјана Самарџић, а сценарио је писала Душица Манојловић.

## Улоге
| Глумац            | Улога |
| ----------------- | ----- |
| Душан Антонијевић |       |
| Северин Бијелић   |       |
| Бранивој Ђорђевић |       |
| Бранко Ђорђевић   |       |
| Стеван Миња       |       |
| Љубица Секулић    |       |
| Милан Срдоч       |       |
| Иво Вентурин      | Дечак |